# جيوفاني براموكسي
جيوفاني براموكسي (بالإيطالية: Giovanni Bramucci)‏ مواليد 15 نوفمبر 1946 في تشيفيتافيكيا، هو دراج إيطالي سابق. سبق أن شارك في دورة الألعاب الأولمبية الصيفية وفاز بميدالية أولمبية.

## الميداليات
| الميدالية | المسابقة                       |
| --------- | ------------------------------ |
| برونزية   | الألعاب الأولمبية الصيفية 1968 |

## روابط خارجية
- جيوفاني براموكسي على موقع أرشيف الدراجات (الإنجليزية)
- جيوفاني براموكسي على موقع إحصائيات الدراجات الإحترافية (الإنجليزية)
- جيوفاني براموكسي على موقع CycleBase (الإنجليزية)
- جيوفاني براموكسي على موقع اللجنة الأولمبية الدولية (الإنجليزية)
- جيوفاني براموكسي على موقع أوليمبيديا (الإنجليزية)
- جيوفاني براموكسي على موقع اللجنة الأولمبية الإيطالية (الإيطالية)